# Geheimnis

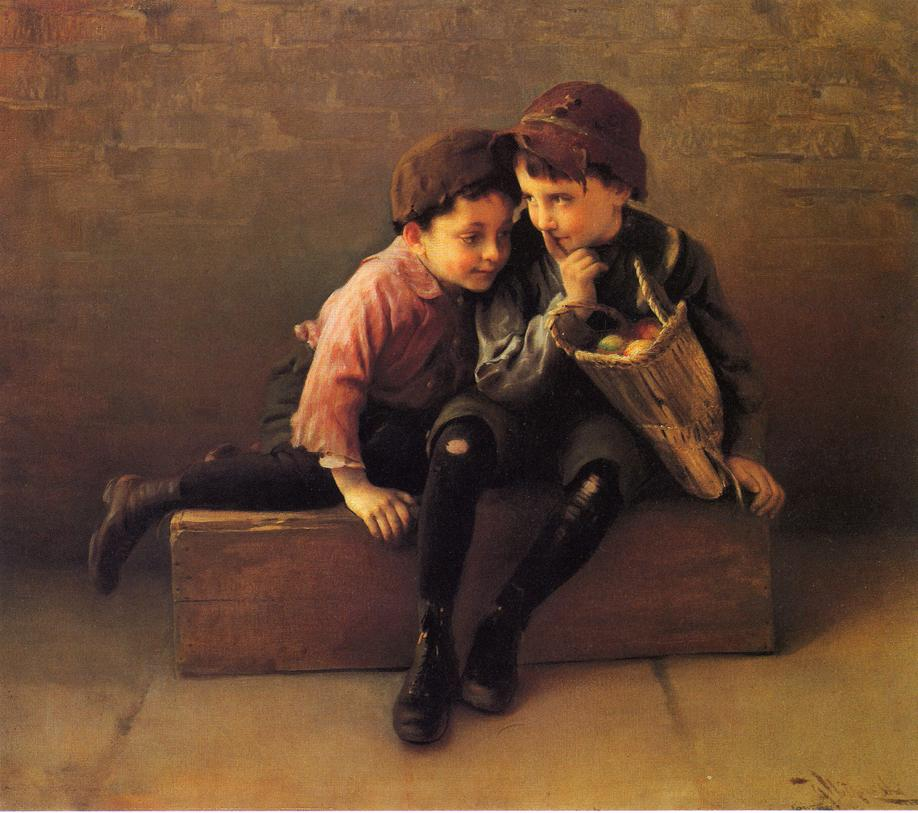
Geheimnisse (Gemälde von Karl Witkowski)

Ein Geheimnis ist eine Tatsache, die nur einer Person oder einer beschränkten Zahl von Personen bekannt ist. Es soll einer anderen Person bzw. Personengruppe nicht bekannt werden. Die entsprechende Information wird häufig absichtlich in einem kleinen Kreis Eingeweihter gehalten. Sie kann durch äußere Umstände auch vollkommen verloren gehen.
Im Kontext eines Mysteriums bezeichnet Geheimnis ein Ereignis, das rational nicht erklärbar scheint, oder einen Vorgang, dessen Hintergründe aufgrund des Wirkens bestimmter eingeweihter Personengruppen (z. B. Priester, Schamanen, Magier, Sagenfiguren) für den gewöhnlichen Betrachter erwartungsgemäß und absichtsvoller Weise unklar bleiben.

Im politischen Bereich wird für den Begriff auch das Fremdwort klandestin (ursprünglich von lateinisch clandestinus ‚heimlich‘, ‚geheim‘) verwendet. Insbesondere werden Geheimgesellschaften wie zum Beispiel die Freimaurer auch als klandestine Gesellschaften oder Gruppen bezeichnet. Klandestine Bestrebungen richten sich gemeinhin gegen die Herrschenden oder ein Herrschaftssystem. Demgegenüber geht Geheimpolitik, Geheimdiplomatie (Geheimverträge) von den Herrschenden aus.
In Deutschland ist die Verletzung von Privatgeheimnissen für bestimmte Personengruppen strafbar: „Wer unbefugt ein fremdes Geheimnis, namentlich ein zum persönlichen Lebensbereich gehörendes Geheimnis oder ein Betriebs- oder Geschäftsgeheimnis, offenbart, das ihm […] anvertraut worden oder sonst bekanntgeworden ist, wird […] bestraft“ (§ 203 StGB). Aus der gemeinsamen beruflichen Tätigkeit eines Geheimnisträgers mit seinen Gehilfen und Auszubildenden ergibt sich ein Kreis der Wissenden, der ein Geheimnis teilen darf (§ 203 Abs. 3 StGB).

## Beispiele
- Der Schutz der Privatsphäre und Intimsphäre
- Der Schutz der Vertraulichkeit des Wortes schützt das nicht-öffentlich gesprochene Wort insbesondere vor geheimen Aufzeichnungen. Ähnliches gilt für das Meldegeheimnis (§ 7 BMG).
- Das Arztgeheimnis, Schweigepflicht des Arztes zu Untersuchungsbefunden, Diagnosen und Behandlungen seiner Patienten und allen Inhalten der Patientenakte
- Eine Verschwiegenheitspflicht haben auch  Angehörige heilbehandelnder Berufe, wie Ärzte, Zahnärzte, Apotheker, Psychologen, Psychologische Psychotherapeuten, Kinder- und Jugendlichenpsychotherapeuten oder Angehörige eines anderen Heilberufs, der eine staatlich geregelte Ausbildung erfordert – z. B. Krankenpfleger/-schwestern und Rettungsassistenten und deren Helfer (also z. B. Sanitäter und Rettungssanitäter). Diese Aufzählung ist abschließend und umfasst z. B. keine Heilpraktiker. Ebenso sind Rechtsanwälte sowie deren Mitarbeiter zur Verschwiegenheit verpflichtet.  Auskünfte gegenüber Behörden unterliegen einer speziellen Regelung.
- Das Amtsgeheimnis ist ein Geheimnis, das sich auf einen bestimmten, nachvollziehbaren Personenkreis von Amtsträgern und Mitarbeitern einer Behörde beschränkt. Die Mitglieder dieses Kreises unterliegen der Schweigepflicht.
- Das Bankgeheimnis bezeichnet Verschwiegenheitspflicht und Recht der Auskunftsverweigerung von Banken gegenüber Dritten über die Vermögensverhältnisse ihrer Kunden.
- Ein Betriebsgeheimnis war früher eine in speziellen Berufen gehütete Arbeitsweise oder ein Fertigungsverfahren, die aus Gründen der Ökonomie (Beschränkung der Anzahl der Berufsausübenden) und auch Plagiatsvergehen berufsfremden Personen nicht zugänglich gemacht werden sollten. Berufsgeheimnisse wurden allerdings gegen entsprechende Bezahlungen häufig durchbrochen (Zauberkünstler). Heute versteht man darunter die Pflicht des Arbeitnehmers, über Dinge zu schweigen, die er während der Ausübung seiner Tätigkeit erfahren hat.
- Das Briefgeheimnis ist ein in der Verfassung demokratischer Staaten garantiertes Grundrecht, das die Unverletzlichkeit von Postsendungen garantiert.
- Das Fernmeldegeheimnis ist ein Verbot des unbefugten Abhörens, Unterdrückens, Verwertens oder Entstellens von Fernmelde- (Fernschreib-, Fernsprech-, Funk- und Telegrafen-) Botschaften. Das Fernmeldegeheimnis ist in vielen Staaten verfassungsrechtlich geschützt und wird ergänzt durch das Briefgeheimnis und das Postgeheimnis.
- Das Datengeheimnis schützt  personenbezogene Daten vor Missbrauch, es  wird durch den Datenschutz gewährleistet.
- Glaubensgeheimnis ist ein Begriff aus der Tradition der christlichen Theologie; Martin Luther übersetzte das biblische Wort mysterion mit „Geheimnis“.
- Als Beichtgeheimnis bezeichnet man die pflichtmäßige Verschwiegenheit des Geistlichen in Bezug auf alles, was ihm in der Beichte anvertraut wird.
- Das Militärgeheimnis ist ein Geheimnis im militärischen Bereich.
- Das persönliche Geheimnis ist ausschließlich einem Menschen bekannt. Manche Geheimnisse werden 'mit ins Grab genommen'.
- Ein offenes Geheimnis oder auch öffentliches Geheimnis ist eine Information, die von interessierten Kreisen hätte geheim gehalten werden sollen, aber dennoch bekannt geworden ist.
- Das Redaktionsgeheimnis ist die mit dem Grundrecht der Pressefreiheit mitgeschützte Vertraulichkeit der Arbeit von Zeitungsredaktionen und Zeitschriftenredaktionen.
- Das Sozialgeheimnis ist ein besonderes Amtsgeheimnis im Bereich des Sozialrechts.
- Staatsgeheimnisse sind für die Sicherheit eines Staates relevante Tatsachen, die, gelängen sie an die Öffentlichkeit, den politischen und  wirtschaftlichen Interessen des Staates schweren Schaden zufügen könnten.
- Das Statistikgeheimnis ist ein Amtsgeheimnis im Bereich der Statistischen Ämter über die Herkunft der von ihnen erhobenen Daten.
- Das Steuergeheimnis hindert die Finanzbehörde daran, Erkenntnisse, die sie bei der Steuererhebung gewinnen, an Dritte weiterzugeben.
- Piloten waren Seefahrer mit besonderen nautischen Fähigkeiten. Die portugiesische Krone verfolgte lange eine strikte Geheimhaltungspolitik (Política de Sigilo nas Navegações): Sie verbot ihren Piloten, außerhalb Portugals ihre Dienste anzubieten, und drohte ihnen für diesen Fall Strafverfolgung an. Die Piloten verpflichteten sich vor Beginn ihrer Ausbildung zu dieser Geheimhaltung.

## Geheimnisse in der Literatur
Geheimnisse und ihre Ergründung sind ein häufiges Thema in der Literatur, etwa im Schauerroman (regelmäßig z. B. bei E. Marlitt). Im Hintergrund steht nach Günter Kunert „... das Wesen der Sache, die besagt: nur Fiktionen seien Antriebe menschlicher Sehnsucht. Alles Verborgene oder als verborgen Angenommene, das sich den Anschein letztgültiger Wahrheit selber verleiht, erweist sich stärker denn jede Autorität, deren Befehle es bricht, selbst wenn, was als Rätsel stellvertretend für Wahrheit stand, nur Enttäuschung bringt: jedes neue Rätsel erneuert die forschende Unruhe; Suche und Weg wiederholen sich unstillbar.“